# Lepiota
Lepiota là một chi nấm trong họ Agaricaceae, thuộc bộ Agaricales. Chi này hiện có khoảng 400 loài được công nhận trên toàn thế giới, trong đó nhiều loài chứa chất độc Amatoxin, có thể gây tử vong cho con người.

## Độc tố
Không có loài Lepiota nào được khuyên dùng làm thực phẩm. Những loài nấm độc gây tử vong có thể kể đến như: Lepiota brunneoincarnata, L. brunneolilacea, L. castanea, L. helveola, và L. subincarnata (danh pháp đồng nghĩa: L. josserandii).

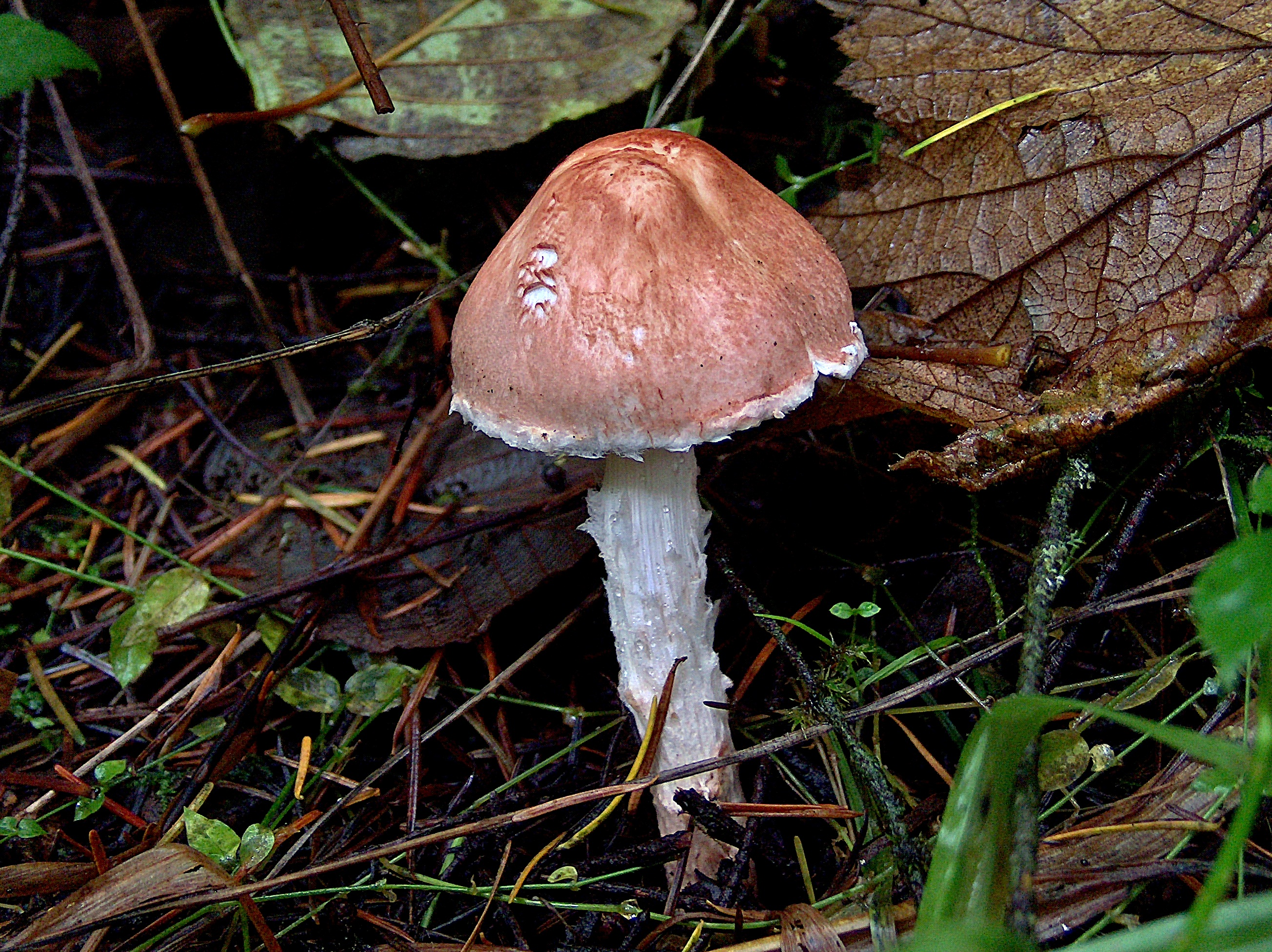
Lepiota subincarnata
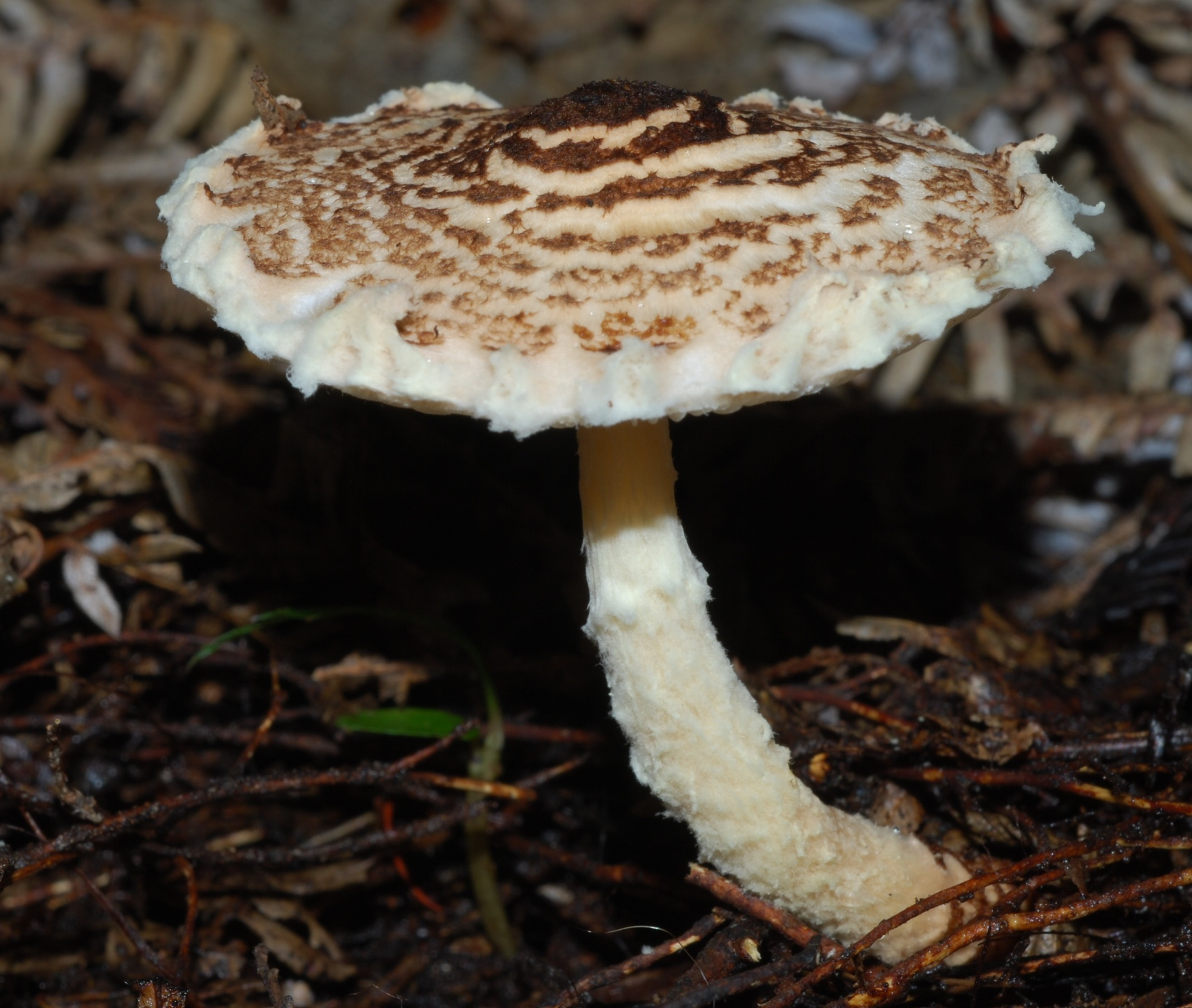
Lepiota magnispora
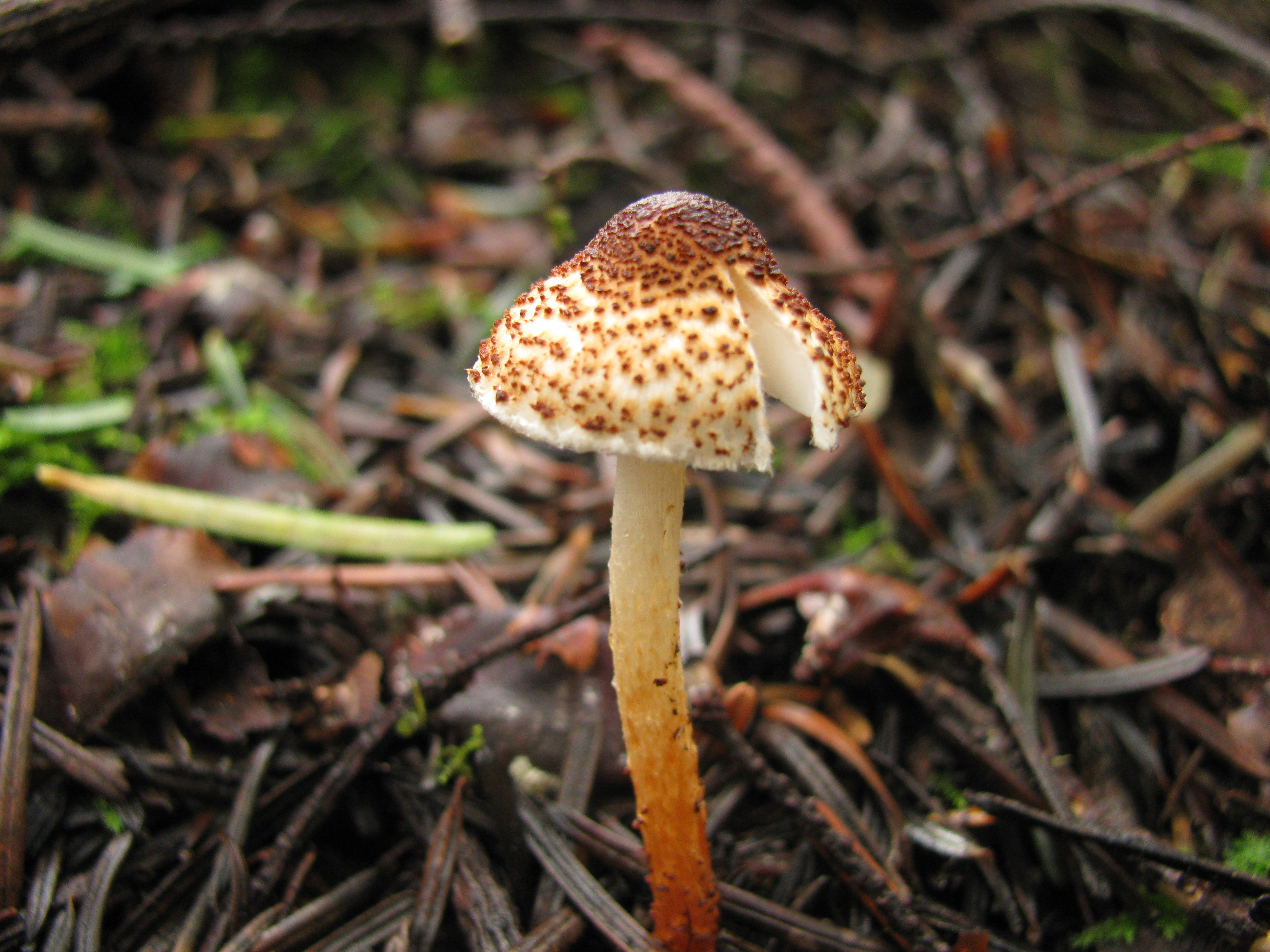
Lepiota castanea
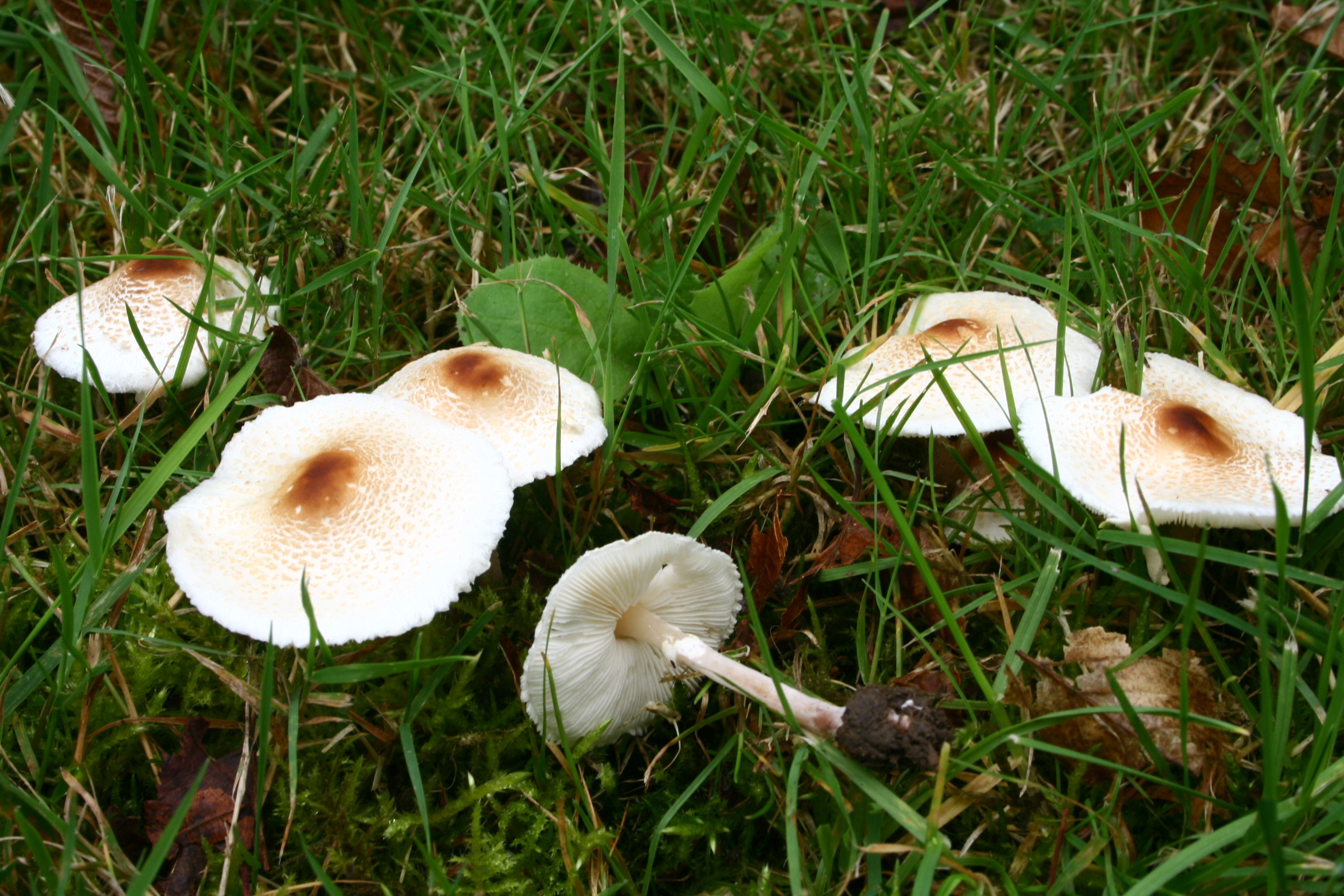
Lepiota cristata
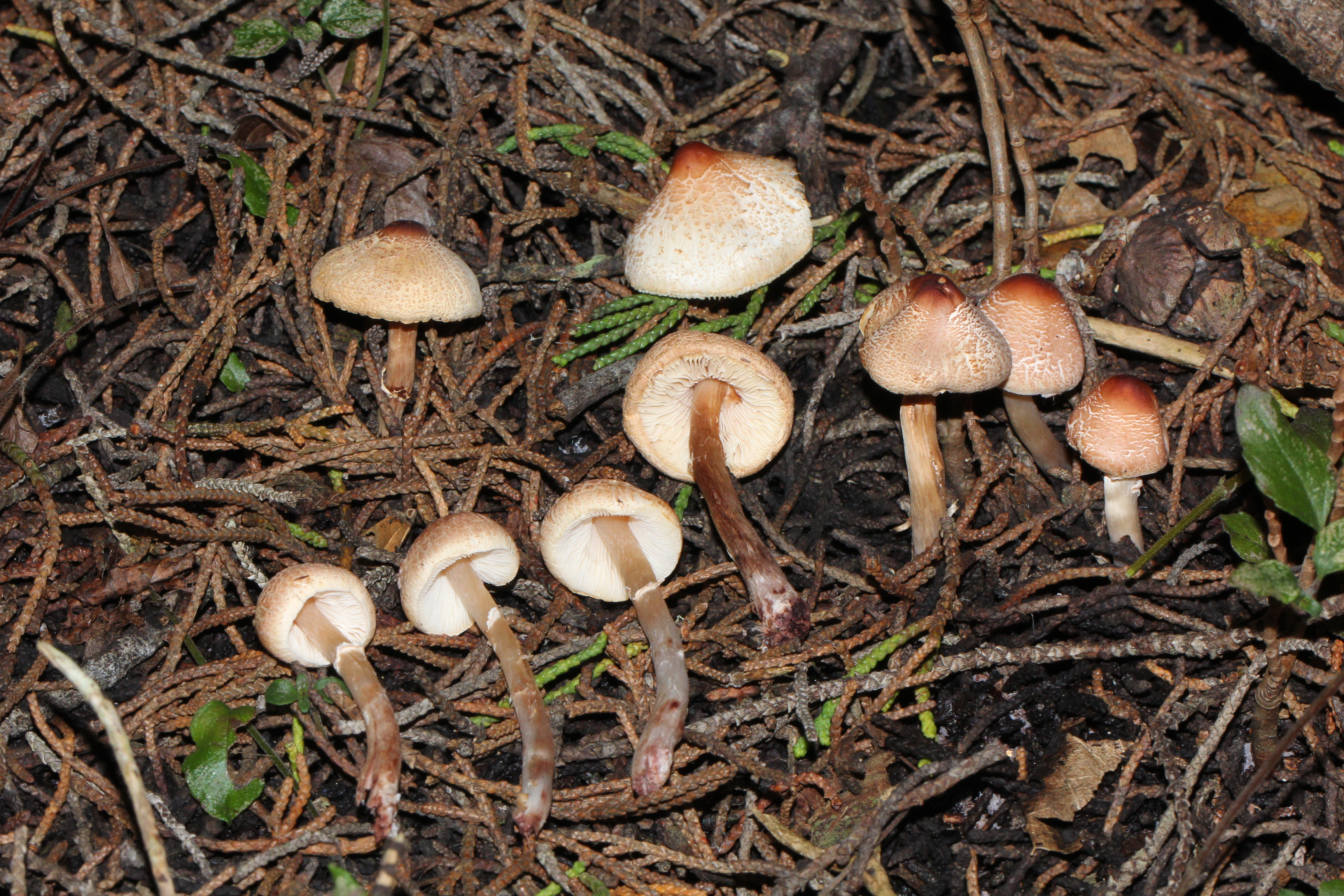
Lepiota castaneidisca
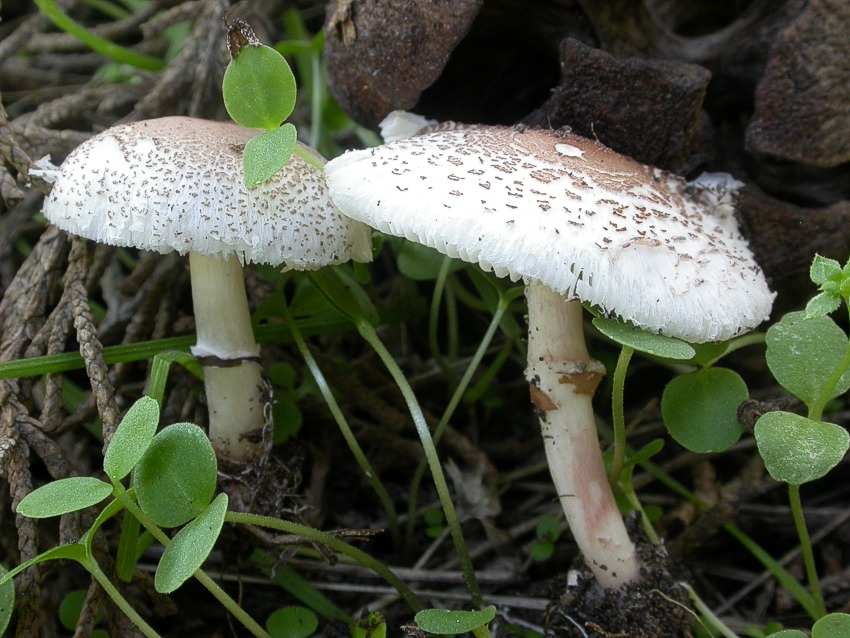
Lepiota lilacea

## Danh sách các loài
Các loài có vị trí cố định:
- Lepiota ananya
- Lepiota anupama
- Lepiota babruka
- Lepiota babruzalka
- Lepiota bengalensis
- Lepiota brunneoincarnata
- Lepiota castanea
- Lepiota clypeolaria
- Lepiota harithaka
- Lepiota helveola
- Lepiota ignivolvata
- Lepiota nirupama
- Lepiota shveta
- Lepiota spheniscispora
- Lepiota subincarnata (danh pháp đồng nghĩa: L. josserandii)
- Lepiota zalkavritha

Các loài có vị trí cố định, nhưng hiện đã được xếp sang các chi khác:
- Lepiota aspera = Echinoderma asperum
- Lepiota lutea = Leucocoprinus birnbaumii
- Lepiota molybdites = Chlorophyllum molybdites
- Lepiota naucina = Leucoagaricus leucothites
- Lepiota procera = Macrolepiota procera
- Lepiota rhacodes = Chlorophyllum rhacodes